# ラスパ御嵩
ラスパ御嵩（ラスパみたけ、英: RASPA MITAKE）は、岐阜県可児郡御嵩町に所在する、ユニーが管理・運営するミニモール型ショッピングセンターである。
核店舗はアピタ御嵩店。
ラスパとは、フランス語の「Raffine」（ラフィーネ：洗練された・上品な）・「Sourire」（スリール：微笑） ・「Parc」（パルク：公園・広場）の造語で、「笑顔の人が集まる特別な場所」を意味する。

## 概要
2006年（平成18年）8月に倒産した老舗タイルメーカー「不二見セラミック」本社工場の跡地をユニーが同年12月に土地取得し、2007年夏に着工し、2008年（平成20年）9月23日に開業。開業当初のキャッチコピーは「ちょっといいね、ちょうどいいね」。
御嵩町の西端に所在し、可児市と隣接する。そのため御嵩町の中心部より可児市の中心部に近く、最寄の交通機関も可児市内の駅で、同市のコミュニティバスも運行している。

## 店舗構成・テナント
市道を隔てて、ショッピングセンターの核となるAゾーン（南側敷地）と、Bゾーン（北側敷地）の2つのゾーンで構成される。
AゾーンはL字型の建物で、鉄骨造3階建となっており、1階と2階に店舗、3階と屋上が駐車場となっている。中央南側には1階がレストラン街、2階はフードコートと、それぞれ飲食店が配置。大型テナントは北側にあり、サービス系テナントは大型テナントの南側、衣料品・雑貨店は中央北側に配置されている。
Bゾーンは2棟の鉄骨造平屋建てがあり、ドコモショップとスポーツ用品店のヒマラヤが出店している。
2020年（令和2年）12月11日、同年に開始したユニーの新戦略「Newアピタ・ピアゴ構想」に基づき、開業以来初の大規模リニューアルを実施した。

## 交通アクセス
最寄り駅
名鉄広見線 明智駅が徒歩で約25分、同線新可児駅及びJR太多線 可児駅から徒歩で約30分と、いずれも離れている。このうち可児駅からは以下のコミュニティバスが運行している。
バス
2010年（平成22年）10月より可児市コミュニティバス（さつきバス）兼山線が乗り入れ開始。但し、日曜・祝日・年末年始などは運休している。
かつては同じバス停に御嵩町コミュニティバス（ふれあいバス）が乗り入れていたが、その後デマンドタクシーに転換した。
その他、YAOバス「東実東」停留所より徒歩で約20分、東鉄バス「可児車庫」停留所より徒歩で約15分。